# 小田原厚木道路

起点の小田原西IC付近（2017年6月頃）
神奈川県小田原市

小田原厚木道路（おだわらあつぎどうろ、英語: ODAWARA-ATSUGI ROAD）は、神奈川県小田原市から厚木市の東名高速道路厚木IC（JCT兼用）へ至る中日本高速道路管理の一般有料道路であり、全区間が一般国道271号に指定されている。略称は小田厚（おだあつ）。
高速道路ナンバリングによる路線番号は、「E85」が割り振られている。
平塚IC - 厚木IC間については法定による自動車専用道路に指定され、平塚IC以西も同等の通行規制が行われているため、利用者の見地からは実質的には全線が自動車専用である。

## 概要

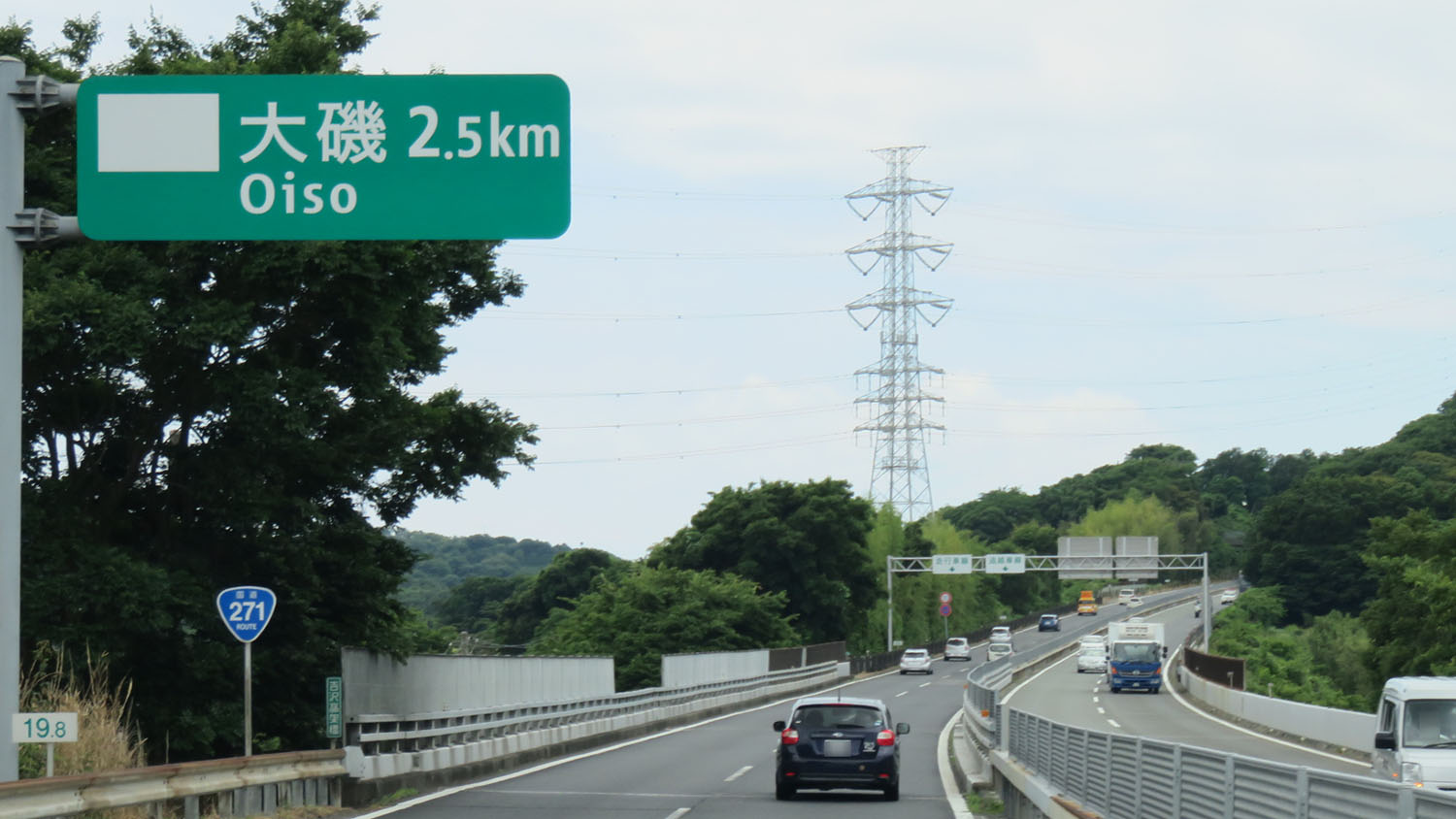
神奈川県平塚市下吉沢

神奈川県小田原市を起点に、厚木市を終点とする延長31.7キロメートル (km)、 パーキングエリアなども整備された高架の4車線道路で、東名高速道路の枝線的な役割を担う一般国道271号に指定された自動車専用の有料道路である。国道として1963年（昭和38年）に指定され、全線開通したのは6年後の1969年（昭和44年）である。125 cc以下の二輪車（原動機付自転車および小型自動二輪車）は全線が通行禁止である。一般の高速道路（高規格幹線道路）に近い道路構造を有する一方、路肩は幅が狭いため制限速度は70 km/hに抑えられている。このような一般国道は過去に前例がなく、現在も特殊なケースに属する（#歴史を参照）。平塚 - 厚木間は、上下4車線の自動車専用道路の両側から一般道路が挟むという特徴的な構造で、かつてはこの一般道も国道271号指定の道路であったが、2006年（平成18年）に移管されて国道指定を解除されている。
政令で定める起終点間を連絡する道路が小田原厚木道路のみであり、国道271号の一般道路は現在存在しない。このため、国道271号にかかわる項目についても本項で述べる。

### 小田原厚木道路
- 起点：小田原市早川、小田原西IC
- 終点：厚木市酒井、厚木IC
- 道路の種別：第3種第1級
- 設計速度：80 km/h（大磯IC - 厚木西IC）・60 km/h（左記以外の区間）
- 車線数：4車線（専用部）

### 一般国道271号
一般国道の路線を指定する政令に基づく起終点および重要な経過地は次のとおり。（カッコ内は中日本高速道路の管理区間）を示す。
- 起点：小田原市（小田原市早川、小田原西IC）
- 終点：厚木市（厚木市酒井、東名高速道路厚木IC）
- 重要な経過地：平塚市、伊勢原市（沼目）
- 総延長 : 31.7 km[7][注釈 2]
- 重用延長 : なし[7][注釈 2]
- 未供用延長 : なし[7][注釈 2]
- 実延長 : 31.7 km[7][注釈 2]
  - 現道 : 31.7 km[7][注釈 2]
  - 旧道 : なし[7][注釈 2]
  - 新道 : なし[7][注釈 2]
- 指定区間：小田原市板橋字五反歩292番3 - 厚木市酒井字原田238番9[8]

### 過去の神奈川県管理区間（一般部）
「一般国道271号」の道路区域から外され、神奈川県道63号相模原大磯線に編入された。
- 管理延長：9.8 km
- 起点：神奈川県厚木市酒井（国道129号交点）
- 終点：神奈川県平塚市岡崎（神奈川県道 平塚秦野線交点）
- 車線数：2車線（一般部・一部区間は2車線×2）
- 管理：神奈川県県土整備局厚木土木事務所・平塚土木事務所

### 通行規制
厚木IC - 平塚IC間は自動車専用道路である。
平塚IC - 小田原西IC間は自動車専用道路では無いが、以下の車両と歩行者は通行禁止である。
- 歩行者
- 軽車両（自転車など）
- 排気量50 cc以下の原動機付自転車
- 排気量125 cc以下の小型自動二輪車
- 自動二輪車の二人乗り（20歳未満または自二輪免許3年未満の運転者）

## インターチェンジなど
- 全区間神奈川県内に所在。

| IC番号                                                            | 施設名         | 接続路線名                                             | 小田原西 から(km) | 備考                                | 所在地   | 所在地   |
| ----------------------------------------------------------------- | -------------- | ------------------------------------------------------ | ----------------- | ----------------------------------- | -------- | -------- |
|                                                                   | 小田原西IC     | E84 西湘バイパス                                       | 0.0               |                                     | 小田原市 | 小田原市 |
| -                                                                 | 風祭トンネル   |                                                        |                   | 全長805 m（上り） 全長806 m（下り） | 小田原市 | 小田原市 |
|                                                                   | 荻窪IC         |                                                        | 1.8               | 厚木方面出入口                      | 小田原市 | 小田原市 |
| -                                                                 | 坂下トンネル   |                                                        |                   | 全長128 m                           | 小田原市 | 小田原市 |
|                                                                   | 小田原東IC     | 国道255号                                              | 6.7               |                                     | 小田原市 | 小田原市 |
| -                                                                 | 小田原PA/TB    |                                                        |                   | 本線料金所 PAは下り線のみ           | 小田原市 | 小田原市 |
| -                                                                 | 弁天山トンネル |                                                        |                   | 全長968 m（上り） 全長981 m（下り） | 小田原市 | 小田原市 |
|                                                                   | 二宮IC         | 県道71号秦野二宮線 （町道経由）                        | 13.8              |                                     | 中郡     | 二宮町   |
| -                                                                 | 二宮トンネル   |                                                        |                   | 全長483 m（上り） 全長445 m（下り） | 中郡     | 二宮町   |
|                                                                   | 大磯IC/PA      | 県道63号相模原大磯線 （町道経由）                      | 17.2              | PAは上り線のみ                      | 中郡     | 大磯町   |
| -                                                                 | 平塚TB         |                                                        |                   | 本線料金所                          | 平塚市   | 平塚市   |
|                                                                   | 平塚IC/PA      | 県道63号相模原大磯線別線 県道62号平塚秦野線            | 23.2              | PAは下り線のみ                      | 平塚市   | 平塚市   |
|                                                                   | 伊勢原IC       | 県道63号相模原大磯線別線 県道44号伊勢原藤沢線          | 26.8              | 小田原方面出入口                    | 伊勢原市 | 伊勢原市 |
|                                                                   | 厚木西IC       | 県道63号相模原大磯線別線 県道604号愛甲石田停車場酒井線 | 30.8              |                                     | 厚木市   | 厚木市   |
| 5                                                                 | 厚木IC         | E1 東名高速道路                                        | 31.7              | 東名高速道路にのみ接続              | 厚木市   | 厚木市   |
| E1 東名高速道路 横浜・渋谷・銀座方面 C4 圏央道 海老名・相模原方面 |                |                                                        |                   |                                     |          |          |

## 歴史

### 建設までの経緯

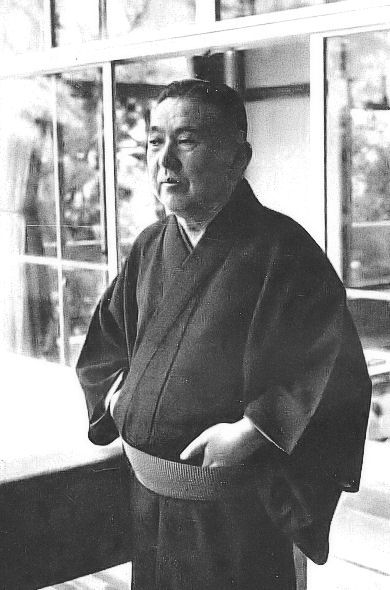
河野一郎。当時、政権与党自由民主党の領袖の一人であった。

1962年（昭和37年）7月18日に建設大臣に就任した河野一郎は、「横紙破り」とよばれる政治行動でも知られた政界の実力者で、国務大臣として辣腕をふるい、首都高速道路、東名高速道路、名神高速道路などの整備を強力に推進していった。
河野は東名高速道路の建設ルートが、河野の出身地で地元選挙区がある小田原市を通過しないことに不満を持っていた。当時日本道路公団副総裁であった富樫凱一は「河野さんは自分の方へ持ってきたかったけれども、それでは道路の形として意味がなくなると考えて、承知しなかった」と語っている。
建設大臣就任から間もない1962年（昭和37年）8月7日に河野は記者会見で「東海道新バイパス」の建設を発表した。「最近しばしばマヒ状態を呈している東海道の交通緩和の具体策として、都心から、湘南地方を避け、東海道へ抜ける新しいバイパス（自動車道路）を建設する必要がある」と述べ、直ちに事務当局に対し、この新自動車道路計画を実施に移すようまた、日本道路公団の有料道路として年内に着手するよう指示した。
当時建設省道路局高速道路課長であった小林元橡は、「調査3日、計画設計3週間、工事3ヵ月で完成」という条件をつけられ、「おかしいやら馬鹿らしいやらであったが」「大臣命令なので一応お受けせねばならない」ということで検討を開始したが、「大蔵省主計局の担当主計官に話をしたが、本気になってくれない。」「一方、大臣からは急げ急げの注文がある」ということで、「このために東名の厚木 - 松田間の片側3車線の1車線を削り、その分を振り向けることでスジを立てて主計局も了承」したと述べている。
このようにして厚木ICから小田原へ直通する暫定2車線の有料道路を新設するという、強引ともとれる辻褄合わせの苦肉の策を打ち出して、1963年（昭和38年）3月30日に、「二級国道271号小田原厚木線」の追加路線指定がなされた。
一般に、国道は全国十数本の路線がまとめて指定されるのが通例であるが、国道271号に限っては、この1路線のみ単独で指定を受けている。のちに、1965年（昭和40年）道路法改正により、一級・二級の国道区分が廃止されて、一般国道にすべて統合されたことにより、「一般国道271号」の路線となった。このようにして、小田原厚木道路の建設は、河野一郎の政治力のもと就任から半年余りという異例の短期間で実行へと移された。

### 拡幅・立体化事業
当路線は全線が現在の上り車線側を使った対面通行で暫定供用された。また当初計画では平塚IC - 厚木西ICは平面交差となっていた。しかしその後の交通量の増加に対応するために、全線を4車線に拡幅するとともに、交通の円滑化のために平面交差区間を立体化する改築工事が1972年（昭和47年）から1979年（昭和54年）にかけて行われた。
- 1972年（昭和47年）1月26日：平塚IC - 厚木ICを立体化かつ4車線に拡幅する事業変更許可が下る。
- 1974年（昭和49年）7月16日：小田原西IC - 平塚ICを4車線に拡幅する事業変更許可が下る。
- 1979年（昭和54年）7月5日：完成。

### 改築事業
4車線化された後も交通量は増大し、自動車交通の高速化とともに、渋滞の頻発する本線料金所や加減速車線の短いインターチェンジなど、設計年次の古い道路設備が見劣りするようになった。このような状況を解決し、安全性の確保や利便性の向上を図る改築工事が1992年（平成4年）から2003年（平成15年）にかけて行われた。
具体的な内容は次のように分類される。なお、完成時期については各IC・PA等の項目を参照されたい。
1. 本線料金所のレーン増設（小田原TB・平塚TB）
2. インターチェンジの加減速車線の延長（荻窪IC・小田原東IC・大磯IC・平塚IC下り入口）
3. パーキングエリアの駐車場拡張・設備の拡充（大磯PAおよび平塚PAの新設・小田原PA）
4. 道路情報板の改善（LED化）
5. 耐震補強対策

### 年表

#### 国道271号
- 1963年（昭和38年）4月1日 - 二級国道271号小田原厚木線（神奈川県小田原市 - 神奈川県厚木市）として指定[17]。

この路線の指定の政令は同年3月30日に公布され、この一部改正令に記載されたのは国道271号だけであった。また、1965年（昭和40年）に一級・二級の別がなくなり一般国道となったため、この路線が最後に指定された二級国道となる。
- 1965年（昭和40年）4月1日 - 一般国道271号となる[6]。
- 2006年（平成18年）3月28日 - 一般部の国道指定が外れ[9]、神奈川県道63号相模原大磯線の一部となる[10]。

#### 小田原厚木道路
- 1964年（昭和39年）
  - 1月23日：日本道路公団に小田原厚木道路の事業許可が下る。
  - 3月24日：工事開始[19]。
- 1969年（昭和44年）
  - 3月8日：工事終了[20]。
  - 3月19日：全線対面通行（暫定2車線）で供用開始。一般国道271号中、小田原市早川から厚木市酒井までの区間を有料道路「小田原厚木道路」とし、料金徴収期間を1999年3月18日までとする[21]。
- 1977年（昭和52年）10月1日：料金徴収期間を2006年3月18日までとする[22]。
- 1979年（昭和54年）
  - 7月5日：全線立体・4車線による供用開始[23]。
  - 8月30日：荻窪IC供用開始。
- 1992年（平成4年）
  - 7月23日：改築事業着手。
  - 10月1日：料金徴収期間を2012年3月18日までとする[24]。
- 1997年（平成9年）3月：小田原TBで全国初のETC実用化試験を開始[25]。
- 1999年（平成11年）
  - 6月18日：大磯PA（上り線）供用開始（15時から）。
  - 6月18日：平塚PA（旧・上り線）営業終了（22時閉鎖）。
以前は平塚TBの厚木寄りに平塚PA（旧）が上り線のみ存在した。平塚売店を併設していたが、駐車台数が大・小型車合わせて25台と面積が狭く、改築事業の際に大磯PA供用に伴って閉鎖された。なお、大磯PAの供用開始日に平塚PA（旧）が営業を行っていたのは、大磯PA売店の営業開始が翌19日朝からとなっていたためである。
- 2002年（平成14年）
  - 6月28日：小田原西ICの西湘バイパス下り線からの連絡路供用開始（新設）。
  - 7月19日：小田原西ICの西湘バイパス上り線への連絡路供用開始（新設）。
- 2003年（平成15年）3月21日：平塚PA（下り線）供用開始。
- 2005年（平成17年）10月1日：道路関係四公団の民営化により日本道路公団から中日本高速道路に移管[26]。民営化にあたり全国路線網に編入される[27]。
- 2006年（平成18年）
  - 3月29日：一般国道の指定区間を指定する政令の改正に伴い、小田原厚木道路が指定区間となる。
  - 4月1日：特定区間割引（荻窪IC以西 - 小田原東IC）実施、料金徴収期間を2050年9月30日までとする[28]。
- 2007年（平成19年）
  - 4月1日：ETC短区間割引実施（適用区間は下記参照）[29]。
  - 9月10日：台風9号により被害を受けた西湘バイパスの一部区間通行止に伴い、応急復旧までの期間、迂回路確保のため当路線全区間の無料通行措置がとられる。9月27日に西湘バイパスが上り線のみの片側対面通行により暫定的に復旧したため、この措置は終了した。
- 2009年（平成21年）
  - 3月28日：深夜割引、通勤割引および休日特別割引の適用が開始される[30]。
  - 3月30日：平日昼間割引および平日夜間割引の適用が開始となる[30]。
- 2018年（平成30年）
  - 5月8日：小田原東IC - 荻窪IC間の川端高架橋の床版取り替えリニューアル工事が開始される[31]。

## 路線状況

### 小田原厚木道路（専用部）
ほぼ全区間が片側2車線・規制速度70 km/hの完全立体交差である。建設時期が古く路肩が狭いという難点もあるが、その構造は都市高速道路に近く快適に走行可能な道路である。線形が良いため多くの車両が規制速度よりも速い速度で走行している。このため、覆面車両（私用概態警邏車）による取締りが強化されている。

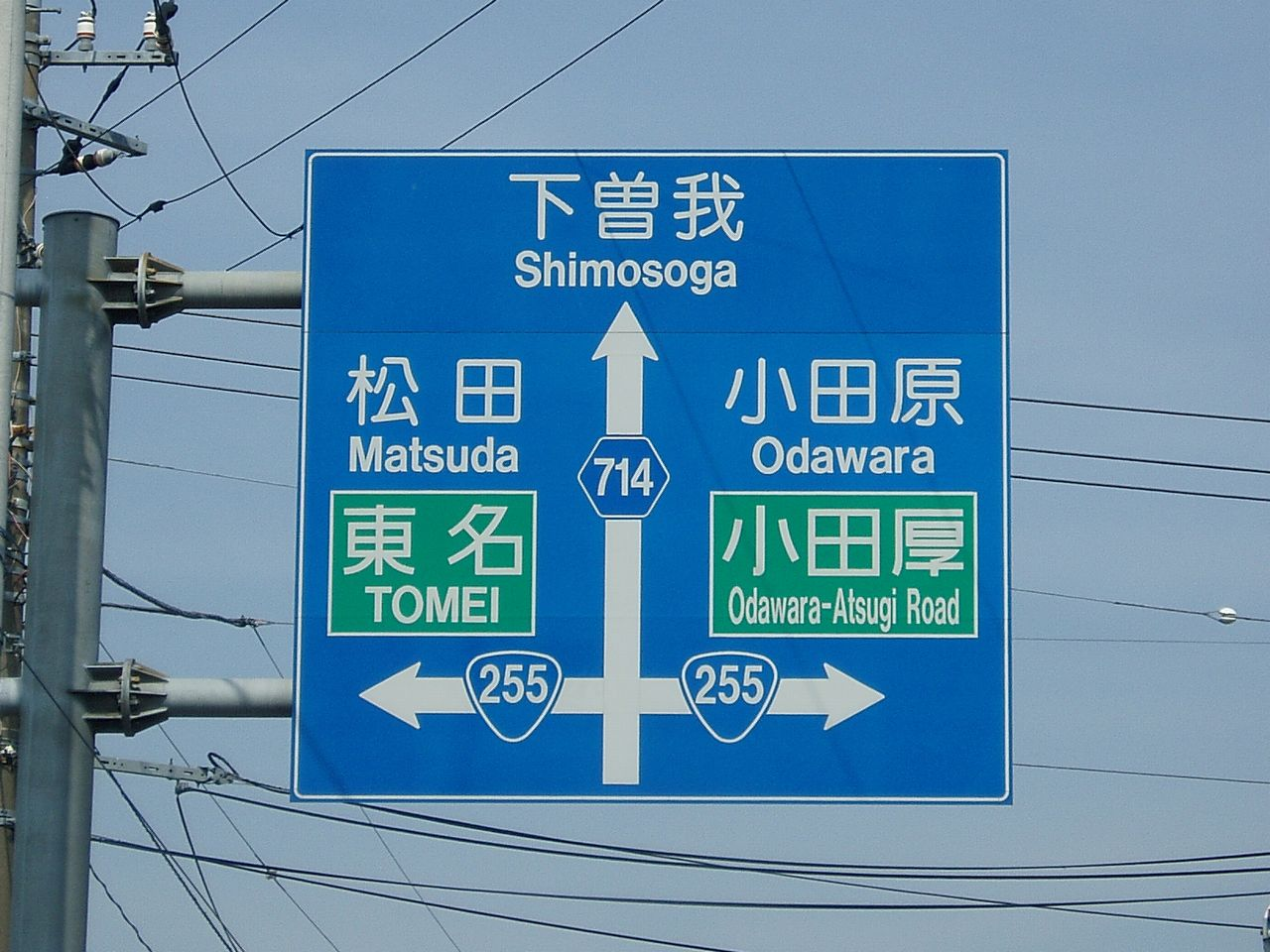
案内標識において「小田厚」という表記が使用されている例（神奈川県道714号栢山停車場曽我線栢山入口交差点）

周辺利用者からは通称「小田厚（おだあつ）」という略称が使用されており、2019年4月22日現在ではIC付近やJCTの案内標識にも使用されている。
平塚IC - 厚木ICは自動車専用道路に指定されている。対して、平塚IC以西は道路交通法による一部車両通行規制道路として125 cc以下の二輪車、軽車両などは通行が禁止されている。これは道路法により自動車専用道路は市街地もしくは側道がある区間にしか設置出来なかった事による。小田原西ICおよび平塚IC付近に自動車専用道路に関する案内標識があるが、利用者の見地からは自動車専用道路である区間との大きな相違はない。
終点の厚木ICでは東名高速道路のみに接続し、国道129号などの一般道路へは直接連絡していない。一般道路へは厚木西ICを利用する（下記一般部の項目参照）。
週末・混雑期には西湘バイパスの箱根口IC・石橋ICを先頭とする渋滞が当路線まで延びることがある。この点から、荻窪IC→小田原西ICの区間では、渋滞中の割り込み事故防止のため左側車線から右側車線への車線変更が禁止されている。小田原西ICで箱根方面に向かう車両は、荻窪IC付近までに右側車線への車線変更が必要となる。
また、設計時期の古さから二宮ICは、加速車線・減速車線とも有効長が極端に短く見通しも悪い。特に厚木方面入口は、流入車両が本線との速度差から（本線に車両が接近していても）無理やり加速して合流せざるを得ない状況となる場合も多く、流入車両・本線走行車両とも注意が必要となる。
なお、周辺有料道路における道路案内との整合性から、道路事業者の広報物などにおいては旧日本道路公団時代から、政令上やキロポストでの起終点の向きとは逆に、小田原方面の車線を「下り線」、厚木方面の車線を「上り線」として案内を行っている。

#### ハイウェイラジオ
- ハイウェイラジオ小田原（小田原東IC - 二宮IC間）[32]
  - 川崎管制からの放送で[32]、東名高速とほぼ同様の放送が行われている。

#### 交通量
24時間交通量（台）　道路交通センサス
| 区間                | 平成17（2005）年度 | 平成22（2010）年度 | 平成27（2015）年度 |
| ------------------- | ------------------ | ------------------ | ------------------ |
| 小田原西IC - 荻窪IC | 13,158             | 16,737             | 15,089             |
| 荻窪IC - 小田原東IC | 24,254             | 26,427             | 18,180             |
| 小田原東IC - 二宮IC | 24,254             | 26,427             | 26,478             |
| 二宮IC - 大磯IC     | 27,486             | 29,680             | 33,376             |
| 大磯IC - 平塚IC     | 27,486             | 29,680             | 29,505             |
| 平塚IC - 伊勢原IC   | 28,911             | 31,592             | 30,973             |
| 伊勢原IC - 厚木西IC | 23,905             | 26,503             | 28,375             |
| 厚木西IC - 厚木IC   | 29,622             | 31,615             | 34,679             |

（出典：「平成22年度道路交通センサス」・「平成27年度全国道路・街路交通情勢調査」（国土交通省ホームページ）より一部データを抜粋して作成）
- 令和2年度に実施予定だった交通量調査は、新型コロナウイルスの影響で延期された[33]。

#### 料金徴収
大磯ICを境界に「小田原区間」（小田原市早川から神奈川県中郡大磯町生沢まで）および「厚木区間」（神奈川県中郡大磯町生沢から厚木市酒井まで）に分け、それぞれを均一料金区間として、小田原TBと平塚TBの両本線料金所にて料金徴収を行う。
両本線料金所を通過しない一部区間利用については、次の通りとなる。
- 荻窪IC以西 - 小田原東IC：小田原東ICの箱根方面ランプに料金所があり、小田原区間の料金が必要。ただし現在は特定区間割引料金の設定がある。各車種による通行料金は後述の通り。
- 二宮IC - 大磯IC：料金不要。
- 平塚IC - 伊勢原IC以東：平塚ICの厚木方面ランプに料金所があり、厚木区間の料金が必要。
- 厚木西IC - 厚木IC：料金不要（ただし、厚木ICでは一般道との流出入不可）。

各料金所はETCに対応しており、利用区間によっては当路線独自のETC短区間割引の適用がある。また2009年（平成21年）3月28日より深夜割引などのETC割引制度の適用も開始された。

#### 特定区間割引
2006年（平成18年）4月1日開始。ETC非装着車でも割引された通常料金が適用される。さらに適用条件を満たして走行するとETC割引制度も併用される。

#### ETC短区間割引
2007年（平成19年）4月1日開始のETC車両による無線通行限定の割引である。区間内のICで流出入の時点でETCカードチェックがなされ、一回の走行で小田原TB・平塚TBの両方を通過しても区間内走行であればそれぞれの区間で割引が適用される。通勤割引および平日昼間割引においては両区間で1回とみなされる特例も併用される。

#### 所管警察
- 神奈川県警察 交通機動隊 : 全線

高速道路に近いつくりながら、道路は制限速度70 km/hに抑えられていることからスピード違反が絶えず、覆面パトカーによる取り締まりが非常に多いのも小田原厚木道路の特徴にもなっている。

### 元・国道271号側道（一般部）
平塚インター入口交差点 - 厚木西IC付近の区間では、側道に一般部が併設される構造となっている。この側道は、北側・南側とも片側1車線の二方向交通（対面通行）となっている区間と、北側が厚木方向・南側が小田原方向となっている区間がある。
なお、この側道は厚木西IC付近から小田原厚木道路と分かれて北上し、船子北谷交差点で国道129号と平面接続する。厚木ICでは一般道路との接続がないため、厚木西IC - 国道129号の連絡にはこの区間を利用する。各交差点に右折車線がないため、渋滞が発生しやすい。
また、この側道は、かつては国道271号に指定されていたが、2006年に神奈川県道63号相模原大磯線に降格された。
上記区間以外（平塚以西）に、国道271号の一般道路は存在しなかった。
標識のマークは、正方形に「271側道」となっている。

## 地理
東名高速道路が経由しない小田原市へのアクセス道路であり、おおむね神奈川県西部を斜めに縦断している。小田原市から大磯町付近までは国道1号の北側をほぼ平行する。その後国道1号から離れ、平塚市内陸部や伊勢原市を経由して、厚木ICで東名高速道路に接続する。
なお、伊勢原IC - 厚木西IC間で新東名高速道路と立体交差するが、交差部にジャンクションは設けられず、直接接続しない。

### 通過する自治体
- 神奈川県
  - 小田原市 - 中郡二宮町 - 中郡大磯町 - 平塚市 - 伊勢原市 - 厚木市

## ギャラリー

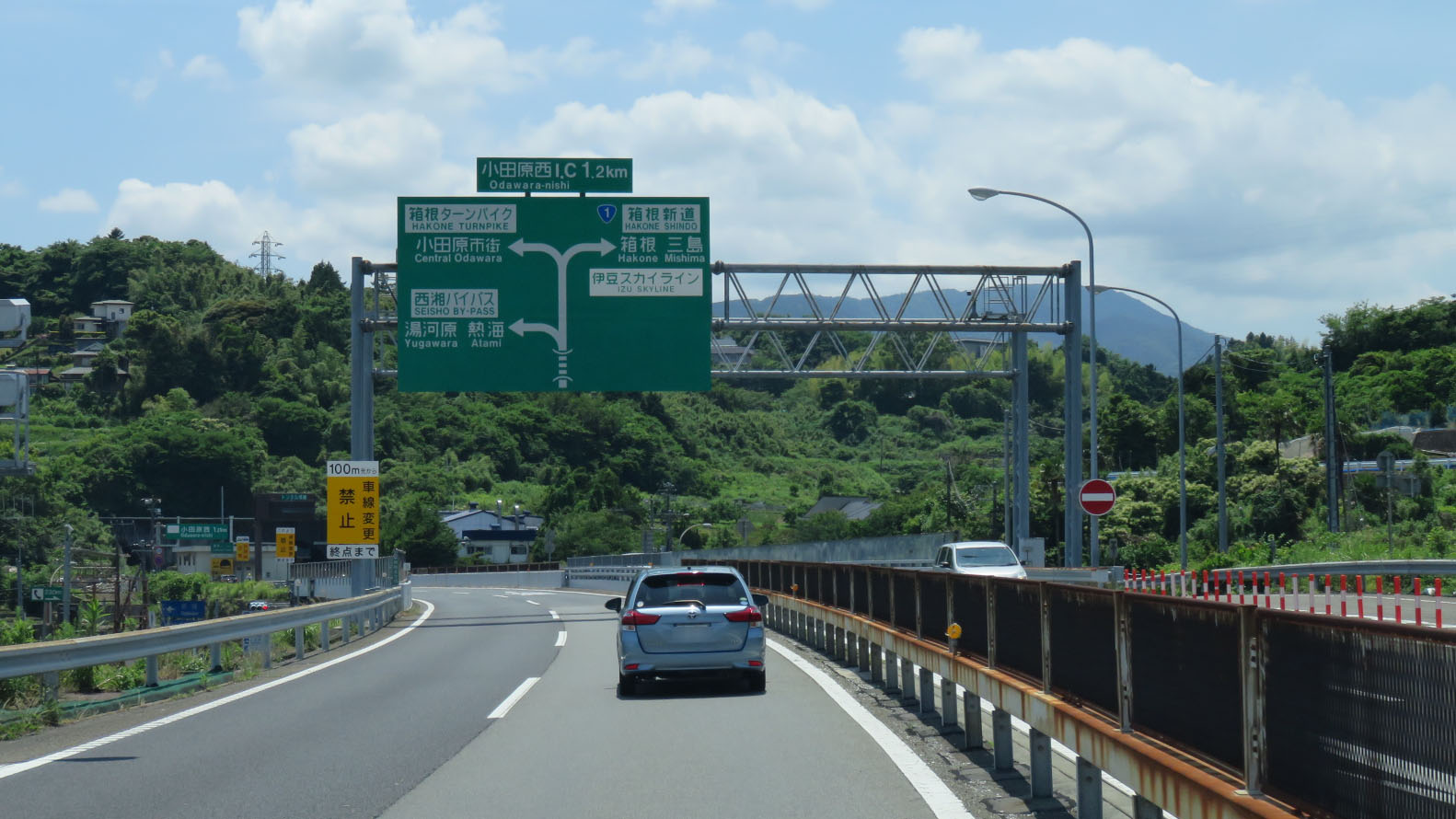
小田原西IC付近 神奈川県小田原市
小田原料金所付近 神奈川県小田原市
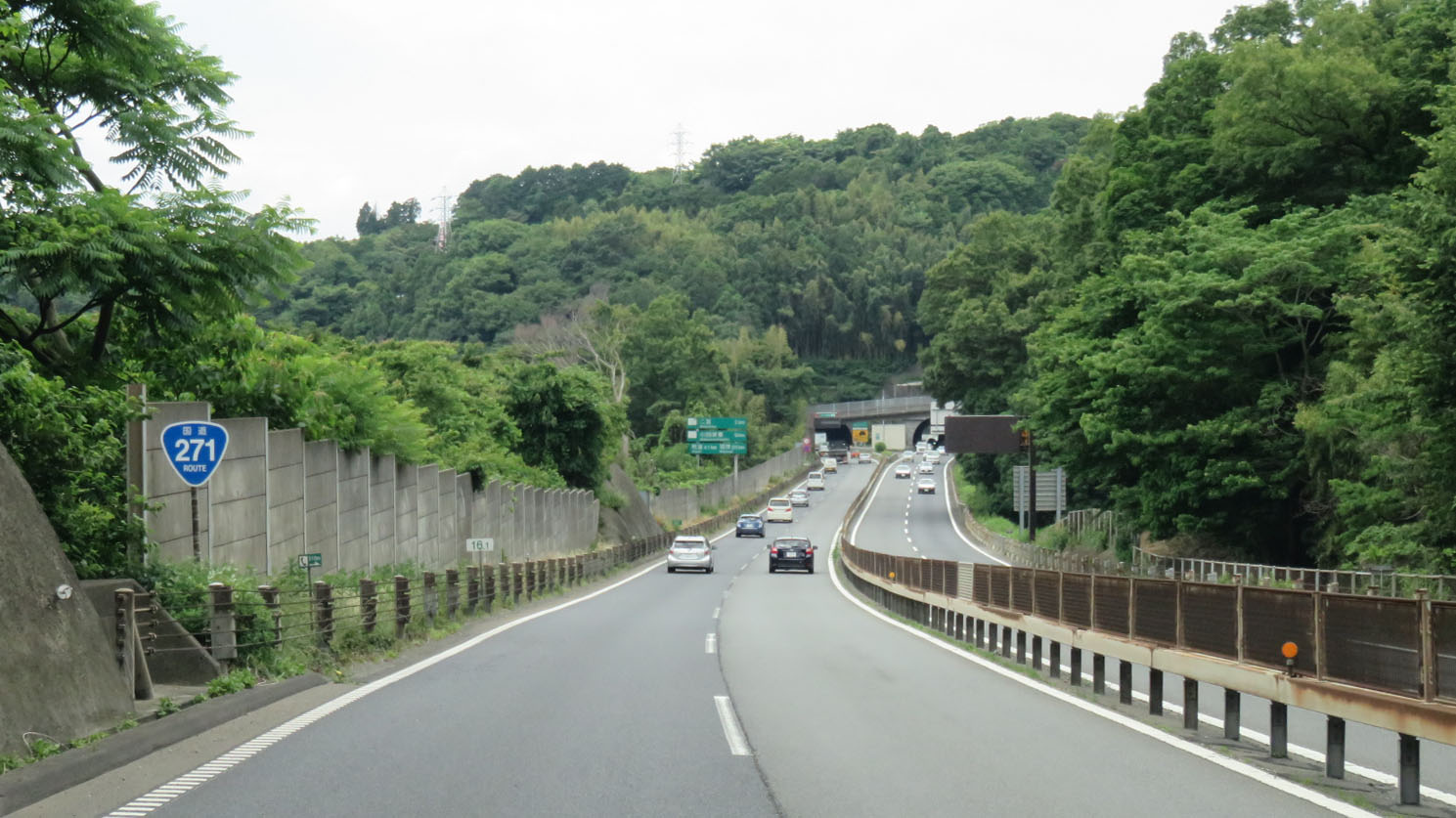
神奈川県中郡二宮町
平塚料金所付近 神奈川県平塚市
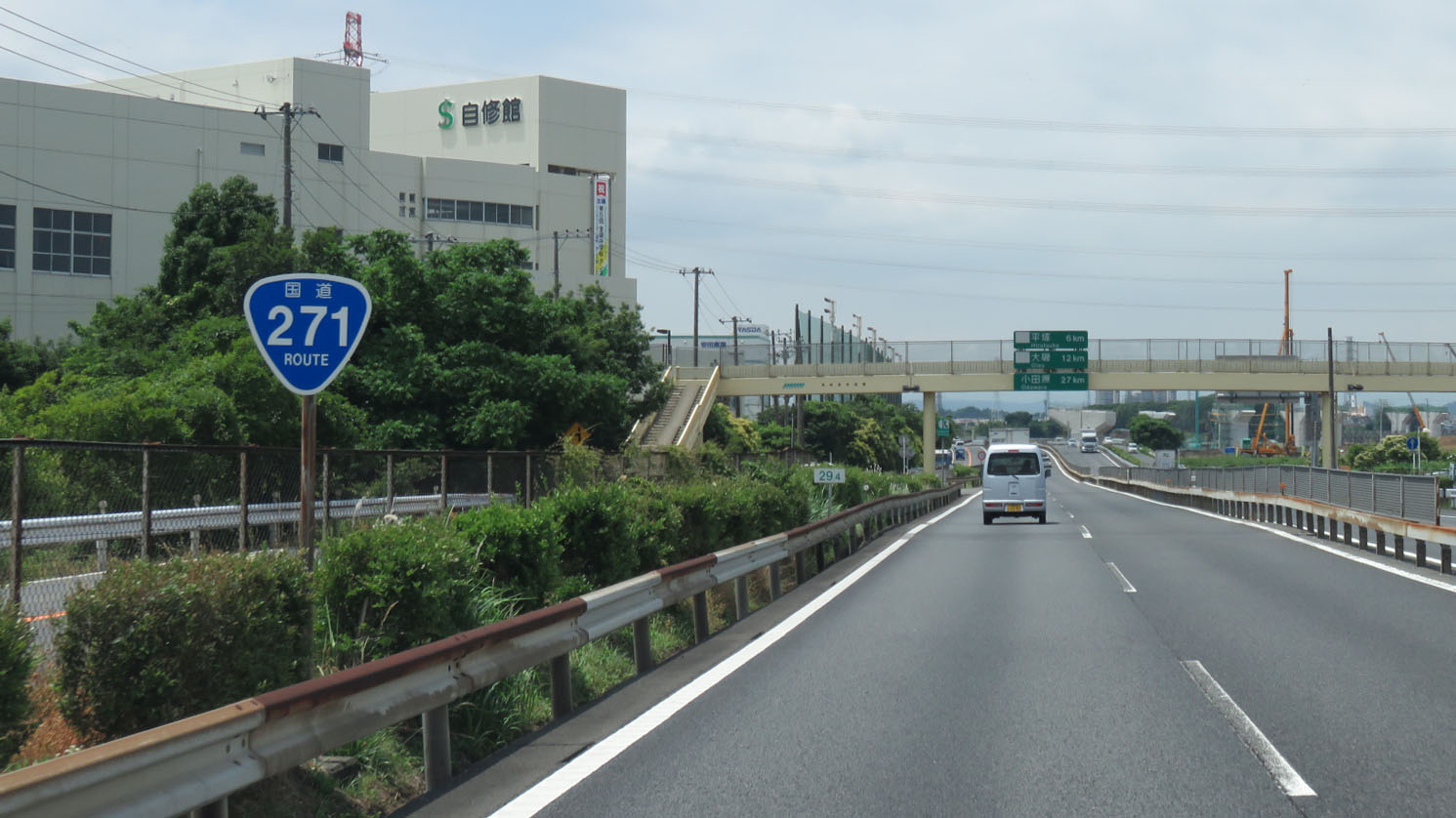
神奈川県伊勢原市